# بلغارهای کانادا

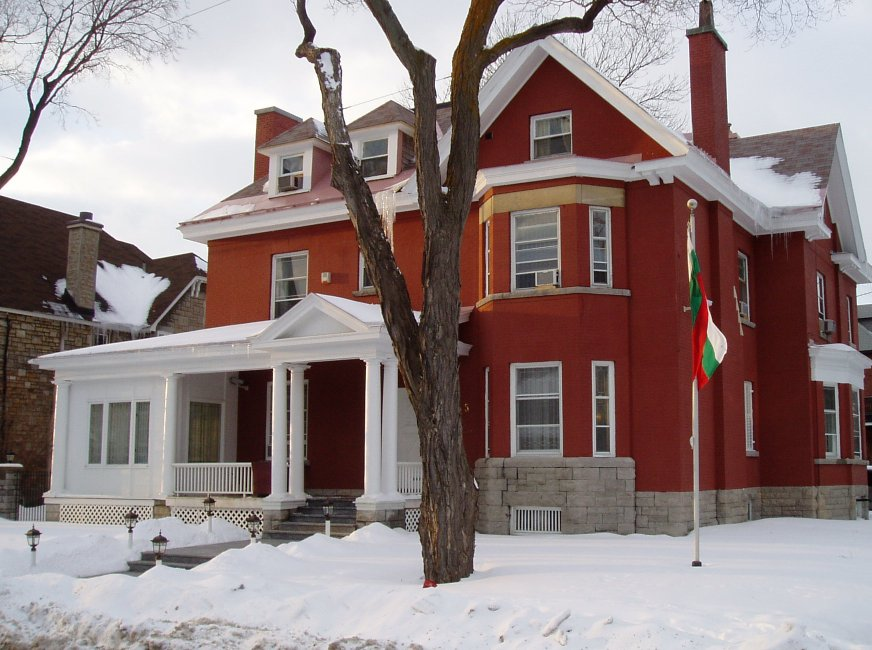
سفارت بلغارستان، اتاوا، کانادا

بلغارهای کانادا (بلغاری: канадски българи) به شهروندان و دارندگان اقامت دائم کانادا با پس زمینه قومی بلغاری  گفته می‌شود.

## تاریخ

### خاستگاه و تعداد
مهاجرت گسترده بلغارها به کانادا از اواخر دهه ۱۸۹۰ و اوایل قرن ۲۰ آغاز شد. بلغارها در درجه اول در شهرهای صنعتی کانادا، عمدتاً تورنتو، انتاریو، که مرکز اصلی مهاجرت بلغارها به آمریکای شمالی بود، ساکن شدند. بین سالهای ۱۹۰۰ و ۱۹۴۴، ۱۹٬۹۵۵ نفر از بلغارستان در کانادا ساکن شدند. با این حال، این تعداد مهاجرت گسترده بلغارها از امپراتوری عثمانی و بعداً مقدونیه، دوبروجا، تراکیه جنوبی، مناطق غربی و بیسارابیا که تحت حاکمیت صربستان و یونان بود و عمده مهاجرت بلغارها به کانادا بود، شامل می‌شد. بیشترین موج مهاجرت از پادشاهی بلغارستان به کانادا در سال ۱۹۱۲ بود که ۶٬۳۸۸ نفر به آن کشور وارد شدند. موج قابل توجه دیگر در سال ۱۹۱۴ بود، متشکل از ۴٬۵۱۲ نفر و همین‌طور از سال ۱۹۰۷ تا ۱۹۰۹، که تعداد آن‌ها ۲٬۵۲۹ نفر بود.
در سرشماری سال ۱۹۲۱ کانادا ۱٬۷۶۵ نفر که بلغاری معرفی شده‌اند ثبت شده‌است. از این تعداد، ۱٬۳۷۸ نفر در انتاریو زندگی می‌کردند. در سال ۱۹۳۱، بلغاری‌های خودشناسی ۳٬۱۶۰ نفر بودند (در انتاریو ۲٬۴۱۵ نفر)، درحالی که در سال ۱۹۴۱ تعداد آن‌ها ۳٬۲۶۰ نفر بود (در انتاریو ۲٬۵۵۳ نفر). با این حال، برآوردهای دیگر، ۱۰ هزار بلغاری در کانادا را تا سال ۱۹۱۳ ذکر کرده‌اند که از این تعداد ۴۰۰۰ نفر فقط در تورنتو و ۲۰ هزار نفر بلغاری در کانادا تا سال ۱۹۳۹ هستند. جمعیت بلغارها در تورنتو بیشتر متشکل از مهاجران از مقدونیه و به ویژه از منطقه کوستور (کاستوریا) بود. بر اساس سوابق دیپلماتیک و کلیسایی بلغارها در سال ۱۹۳۶، بلغارها فقط در تورنتو ۳٬۵۰۰ نفر بودند، درحالی که تخمین‌های دیگر حاکی از ۵۰۰۰ نفر است.
جامعه بلغاری در کانادا ارتباط عمیقی با مقدونی‌های کانادا دارد. تا قبل از جنگ جهانی دوم، بیشتر افرادی که امروزه خود را مقدونی‌های کانادا معرفی می‌کنند، ادعای هویت قومی بلغاری را داشتند و به عنوان بخشی از گروه قومی بلغاری ثبت شده بودند. در دهه ۱۹۸۰ و ۱۹۹۰، جامعه بلغارها در کانادا تعداد بیشتری از آن‌ها در پایتخت یعنی اتاوا، انتاریو، ونکوور، بریتیش کلمبیا و مونترال، کبک مستقر شدند.